# 南投郡

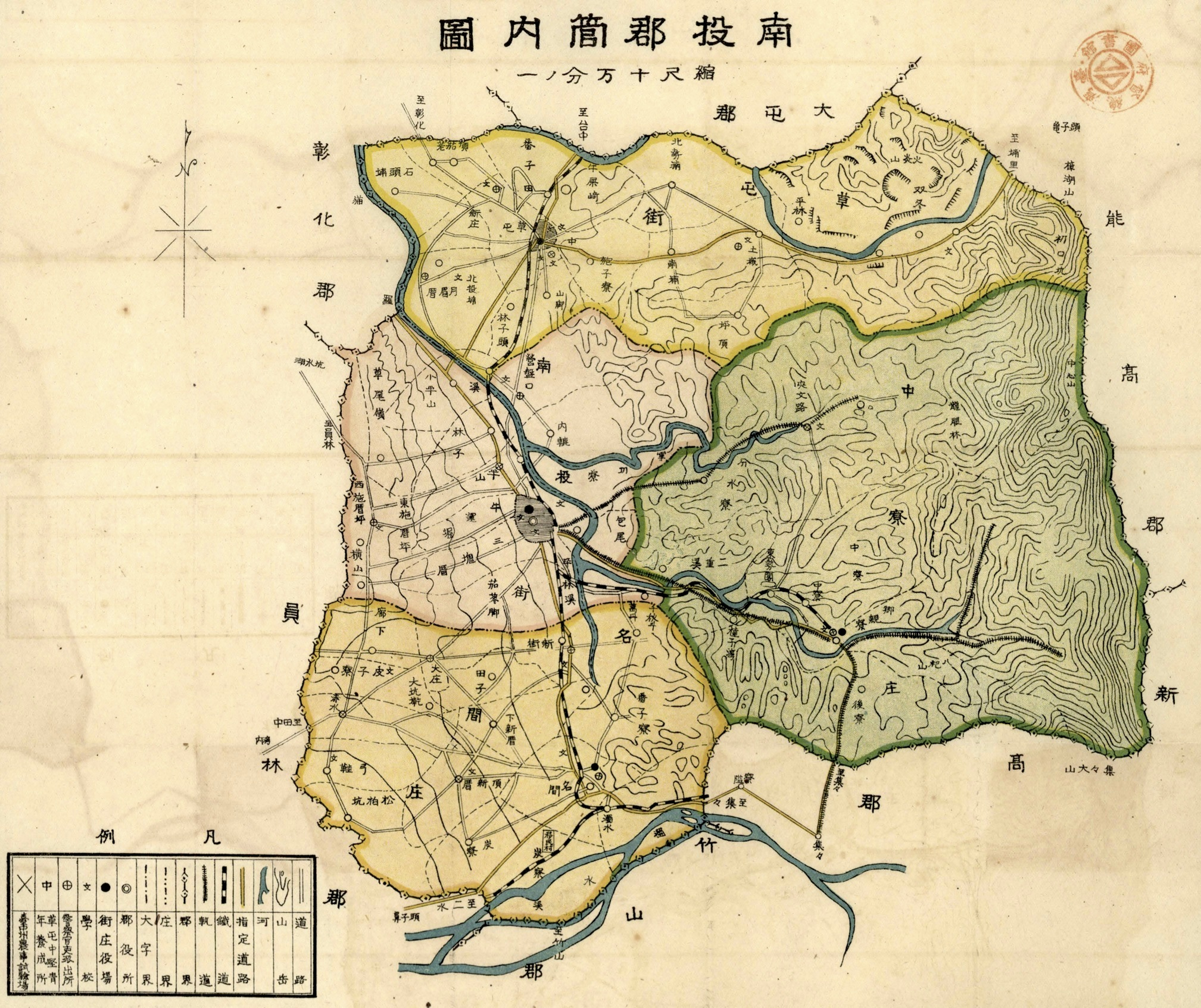
南投郡の地図

南投郡（なんとうぐん）は、日本統治時代の台湾に存在した行政区画の一つであり、台中州に属した。

## 概要
南投街、草屯街、中寮庄、名間庄の2街2庄を管轄し、郡役所は南投街に置かれた。郡域は現在の南投県南投市、草屯鎮、中寮郷、名間郷に当たる。

## 歴代首長

### 郡守
- 石渡栄吉[1]
- 福島平[2]
- 津下猪太郎[3]
- 山口尚之[4]
- 村田三郎[5]
- 平山久吉[6]
- 藤田正義[7]：1932年4月[8] -
- 朝倉哲雄[9]
- 玉貞鎮元[10]
- 松村数江[11]
- 宮瀬浩[12]
- 尾崎伸栄[13]

### 区長
- 李潢演